# Доконджьоноске Місіма
Доконджьоноске Місіма (нар. 19 квітня) — японський боєць змішаних єдиноборств, що професійно виступав у 1998-2011 роках у легких вагових категоріях на Shooto, Deep, PRIDE та UFC.
Час виступів на Deep та PRIDE став піком в кар'єрі Місіми.

## Кар'єра змішаних бойових мистецтв

### Shooto
Дебютував в дуже ранню епоху ММА, в 1998 році на Shooto - Las Grandes Viajes 1 проти Сатоші Фуджісакі - в той час через ненаявність дострокового переможця було оголошено нічию. Наступний бій було проведено аж через півтора року та переміг значно слабшого Хірокі Котані.
Вперше програв у 5 поєдинку технічним нокаутом американцю Діну Томасу. Потім здобув ще 8 перемог та 1 нічию (3 з них на інших промоушенах).
Після цього як претендент на титул у легкій вазі 14 грудня 2002 на Shooto - Year End Show зіткнувся з легендарнем Таканорі Гомі якому програв нокаутом у 2 раунді. Після цього ніколи не виступав на Shooto.

### Deep
Дебютував на цьому промоушені 4 травня 2003 та переміг Фабіо Мелло одностійним рішенням суддів.
3 липня 2003 на Deep - 11th Impact переміг легендарну постать в історії греплінгу Масаказу Іманарі нокаутом у другому раунді.
15 вересня 2003 на Deep - 11th Impact переміг рішенням більшості легендарного японського бійця Тетсуджі Като (якому раніше протистояли Андерсон Сільва та Хаято Сакураї).
18 квітня 2004 на Deep - 14th Impact одностійним суддійським рішенням переміг бійця UFC та ACA американця Роберта Емерсона.
Цей час став піком Місіми.

### PRIDE
5 жовтня 2003 року на Pride - Bushido 1 зіткнувся з Ральфом Грейсі якому програв одностійним рішенням суддів.
19 липня 2004 на Pride - Bushido 4 переміг легенду UFC Маркуса Ауреліо роздільним рішенням.

### UFC
18 листопада 2006 на UFC 65 - Bad Intentions програв Джо Стівенсону задушливим гільйотина в першому-ж раунді.
На UFC Fight Night 9 - Stevenson vs. Guillard де Стівенсон бився у головній події Місіма Кенні Флоріану ривком ліктя у 3 раунді. Провівши два невдалих поєдинки завершив кар'єру.

### Повернення на Deep
19 травня 2008 на Deep - 35 Impact реванші знову переміг Масаказу Іманарі рішенню більшості. Це завершило їх протистояння.
23 липня 2009 програв Deep - 43 Impact програв рішенням Такафумі Оцука.
На промоушені Grabaka Live - 1st Cage Attack рішенням переміг Такеші Ямазакі (над яким Іманарі здобув єдину перемогу нокаутом ап-кіком) та вирішив завершити кар'єру.